# Tunelik obok Szczeliny w Wielkiej Skale
Tunelik obok Szczeliny w Wielkiej Skale – jaskinia w Dolinie Będkowskiej na Wyżynie Krakowsko-Częstochowskiej. Znajduje się w obrębie wsi Bębło w województwie małopolskim, w powiecie krakowskim, w gminie Wielka Wieś.

## Opis obiektu
Znajduje się w skałce obok skały, która w przewodniku wspinaczkowym Pawła Haciskiego ma nazwę Zaklęty Mur, a w portalu wspinaczkowym i na zamontowanych przy skale tablicach informacyjnych zwana jest Murem Skwirczyńskiego. Po prawej stronie Szczeliny w Wielkiej Skale znajduje się mała kotlinka, a w niej gruzowisko głazów. W nich jest otwór Tunelika obk Szczeliny w Wielkiej Skale. W części środkowej tunelik ostro skręca i w jego stropie jest w tym miejscu ciasny i wychodzący na powierzchnię komin o dwumetrowej wysokości.
Tunelik ma 2 otwory: północny o wysokości 1,6 m i północno-zachodni o wysokości 1 m. Między nimi jest 5-metrowej długości korytarz o wysokości 1 m. Jego strop tworzą zablokowane głazy. W środkowej części korytarzyk ostro zakręca, w tym miejscu w stropie otwiera się szczelinowy, ciasny, 2 metrowy komin wyprowadzający na powierzchnię. 
Tunelik powstał w zawalisku głazów w późnojurajskich wapieniach skalistych. Miejscami ma skorodowane ściany z drobnymi wżerami. Niemal w całości jest oświetlony rozproszonym światłem słonecznym i poddany wpływom środowiska zewnętrznego. Brak nacieków. Na jego ścianach rozwijają się glony i mchy, a wewnątrz obserwowano pajęczaki.
Po raz pierwszy opisany został przez A. Górnego w listopadzie 2011 r. On też sporządził jego plan.
W Zaklętym Murze znajduje się wiele jaskiń: Jaskinia Główna w Wielkiej Skale, Komin w Wielkiej Skale, Szczelina w Wielkiej Skale, Tunel Niski w Wielkiej Skale, Tunel Pośredni w Wielkiej Skale, Tunel Wysoki w Wielkiej Skale, Tunelik obok Szczeliny w Wielkiej Skale, Zaklęty Komin, Zaklęty Korytarzyk, Zaklęty Balkon, Zaklęta Szczelina.

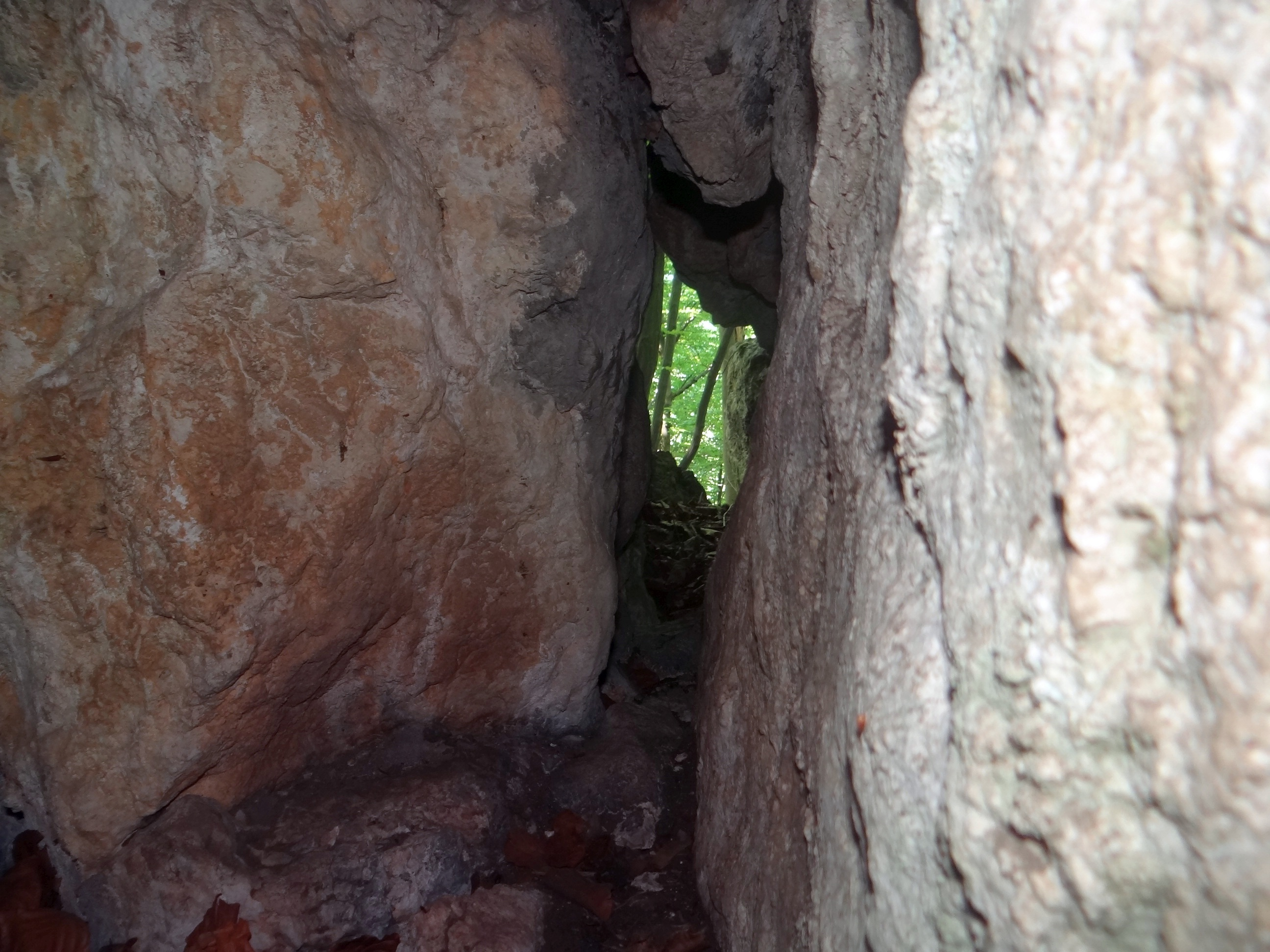
Korytarzyk